# Theodor Sluyter
Conrad Friedrich Theodor Sluyter, né en 1817 et mort en 1895, est un médecin prussien connu pour avoir rapporté le premier cas d'aspergillose chez l'être humain dans sa thèse de médecine, soutenue en 1847 à l'université Frédéric-Guillaume (Berlin).